# Pound for Pound (Anvil)
Pound for Pound è il quinto album in studio del gruppo musicale heavy metal canadese Anvil, pubblicato nel 1988 dalla Metal Blade Records.

## Tracce
1. Blood on the Ice – 5:26
2. Corporate Preacher – 4:07
3. Toe Jam – 2:46
4. Safe Sex – 3:22
5. Where Does All the Money Go? – 4:06
6. Brain Burn – 3:30
7. Senile King – 4:05
8. Machine Gun – 2:56
9. Fire in the Night – 6:10

## Formazione
- Steve "Lips" Kudlow – voce, chitarra
- Dave Allison – chitarra
- Ian Dickson – basso, cori
- Robb Reiner – batteria